# Turridrupa armillata
Turridrupa armillata é uma espécie de gastrópode do gênero Turridrupa, pertencente a família Turridae.